# Литература Боливии
Постоянная политическая нестабильность, с которой Боливия переживала всю свою историю, замедлила развитие боливийской литературы. Многие таланты вынуждены были эмигрировать или были подавлены внутренним конфликтом. В последние годы литература Боливии находится в процессе роста, с появлением новых писателей. По-прежнему важны такие старые писатели, как Адела Самудио, Оскар Альфаро и Франц Тамайо.
Почти половина населения Боливии владеет такими аборигенными языками, как кечуа, аймара или гуарани. Коренные народы Боливии имеют богатую устную традицию, выраженную в мифах, легендах и рассказах; эти рассказы, как правило, не сохранились в письменной форме.
Среди важнейших боливийских писателей выделяются:
- Натаниэль Агирре
- Хосе Агирре де Ача
- Абель Аларкон
- Оскар Альфаро
- Альсидес Аргедас
- Родриго Асбун
- Иоланда Бедрегаль
- Карлос Фелипе Бельтран
- Антонио Диас Вилламил[исп.]
- Виктор Гюго Вискарра[исп.]
- Бланка Витхюхтер[исп.]
- Хавьер дель Гранадо[исп.]
- Лусиано Дуран Бёгер
- Исабель Меса де Иншаусте[исп.]
- Виктор Гюго Аревало Иордан[исп.]
- Гари Дахер Канедо[исп.]
- Альсира Кардона Торрико[исп.]
- Марсело Кирога
- Хесус Лара
- Хуан Клаудио Лечин
- Порфирио Диас Мачикао[исп.]
- Карлос Мединасели[исп.]
- Хайме Мендоса[исп.]
- Хосе Вольфанго Монтес Вануччи
- Виктор Монтойя
- Габриэль Рене Морено[исп.]
- Мария Хосефа Мухия
- Густаво Наварро (Тристан Мароф)
- Густаво Адольфо Отеро[исп.]
- Наталья Паласиос[исп.]
- Антонио Паредес Кандия
- Мануэль Ригоберто Паредес[порт.]
- Хуан Пабло Пиньейро
- Ренато Прада Оропеса
- Фаусто Рейнага
- Адольфо Коста ду Рельс
- Хайме Саенс
- Карлос Саласар Мостахо
- Адела Самудио
- Исаак Сандоваль
- Оскар Серруто
- Аугусто Сеспедес
- Гастон Суарес[исп.]
- Нестор Табоада Теран
- Франц Тамайо
- Хуан Уальпарримачи
- Энрике Финот[исп.]
- Рикардо Хаймес Фрейре
- Армандо Чирвечес[исп.]
- Педро Шимосе